# Айрис Уэст Аллен
Айрис Уэст Аллен (англ. Iris West Allen) — персонаж комиксов издательства DC Comics. Единственная жена второго Флэша (до серии Flashpoint), Барри Аллена, а также тётя третьего Флэша, Уолли Уэста и бабушка четвёртого, Барта Аллена. Айрис впервые появилась в комиксе Showcase #4 (сентябрь-октябрь 1956).

## Биография
Когда персонаж Айрис дебютировал, то создатели сделали её репортером газеты Picture News, редакция которой расположена в Централ-Сити, и девушкой Барри Аллена, втайне от всех являющегося Флэшем. Айрис часто упрекала Барри за то, что он постоянно опаздывал. В конечном счете, она узнает, что не только Барри является городским героем-спидстером, но и её племянник, Уолли Уэст, действует под тайной личностью Кид Флэша. В это время пара обнаруживает, что Айрис родилась в XXX веке (приблизительно в 2945 году) и, прежде, чем началась война между «Востоком» и «Западом», была переправлена назад в прошлое, где Централ-Сити ещё является отдельным городом. Спустя годы, когда она играла значимую роль в жизни Флэша, Айрис была убита Профессором Зумом во время костюмированной вечеринки. Профессор вибрацией ввел молекулы своей руки в её голову, а затем перевел руку в нормальное состояние, тем самым убив Айрис. Много лет спустя Барри убил Профессора Зума, когда тот пытался убить новую невесту Барри, Фиону Вебб.
Однако Айрис ненадолго осталась мертвой. Расселы, биологические родители Айрис, отправили (при помощи Флэша будущего, Джона Фокса) Айрис, тогда ещё младенца, в прошлое, где она выросла как Айра Уэст, её «смерть» вызвала парадокс, который был разрешен, когда Расселы поместили сознание дочери в новое тело. Барри воссоединяется с Айрис в её времени, где у них была возможность провести один месяц вместе. В конце концов, пара узнает, что если Барри вернется назад в прошлое, то погибнет в Кризисе на бесконечных землях. За то время, пока пара провела вместе, они зачали Близнецов Торнадо, Дона и Даун. Дон впоследствии женится на потомке Профессора Зума, Мэлони Тоун, в надежде прекратить вражду между семьями. Они в свою очередь имели сына, Барта, чьи силы проявились в раннем возрасте и вызвали ускоренное старение. Даун выходит замуж за Джевена Огната из Аорока и у них родилась дочь, Дженни. Её силы в конечном счете проявились после того, как её отец подверг её пытке, и она стала членом Легиона Супергероев. Дон и Даун погибли спасая Землю XXX века от вторжения Доминаторов. Айрис берет Барта с собой в прошлое, чтобы включить его в список помощников своего племянника (к тому времени Уолли Уэст принял мантию Флэша), чтобы спасти своего внука. После того, как ускоренное старение Барта пошло на спад, он взял псевдоним Импульс. После о ней мало, что известно, кроме того, что она взяла на себя обязанность заботиться об осиротевшей дочери Погодного Мага. Уолли Уэст позднее назовет свою дочь Айрис в честь своей тети

### One Year Later
В серии One Year Later, где описываются события спустя один год после Кризиса на Бесконечных Землях, таинственная, скрывающаяся под маской фигура договаривается с Профессором Зумом, чтобы он напал на Барта во время сражения последнего с Капитаном Холодом, и позднее оказывается Айрис. Её план состоит в том, чтобы принудить её внука Барта, который на тот момент уже принял мантию Флэша, выйти из временного потока на одну неделю, чтобы защитить его от будущего, которое она решила изменить. К сожалению, ослабленный Барт погиб от рук «Негодяев» благодаря тщательно продуманному плану его «брата» (то есть клона), Инерции.
В выпуске Final Crisis: Rogues' Revenge #1 Айрис можно увидеть рыдающей за просмотром фотографий её покойного мужа, когда нечеткий голос назвал её имя. Барри вернулся к жизни в выпусках DC Universe #0 и Final Crisis #2. Айрис проводит время как часть сети сопротивления режиму Дарксайда, действующей из Зала Справедливости. Другими членами являются Черная молния, Зеленая стрела, Луч, Линда Парк и её два ребёнка. В выпуске Final Crisis #4 Айрис показана захваченной Уравнением Антижизни; Барри имеет возможность сломать контроль Уравнения над ней, поцеловав её и окутав Силой Скорости. Арис начинает плакать при виде Барри, но он заверяет её, что всё будет хорошо.
После возвращения её мужа Айрис показана полностью восстановившейся и живущей нормальной жизнью рядом с остальной семьей Флэша. Все ещё вне себя от радости из-за возвращения Барри, она не может провести ни одной минуты с ним, поскольку Барри все ещё психически травмирован своей «смертью» и определенно не желает остепениться и получить хотя бы крупицу «нормальной жизни». Она также показана намного более молодой чем раньше, что по позднейшему предположению Профессора Зума, является эффектом от контакта Айрис с Силой Скорости мужа во время событий серии Final Ctisis. Она возобновляет свою карьеру криминального репортера в Централ-Сити.

### New 52
В Сентябре 2011, в рамках перезапуска комиксов DC, история Флэша была перезагружена в новой непрерывности. В этой новой временной линии, Айрис не замужем за Барри, но они знакомы в профессиональном плане. Есть намеки, что Айрис имеет романтические чувства к Барри. Когда она случайно попалась в ловушку Силы Скорости благодаря Турбине, то была освобождена альтер эго Барри, Флэшем. Более поздние неприятности подтверждают, что она любит Барри, хотя тот не отвечает ей взаимностью.

## Другие версии

### The Flashpoint
В мини-серии Flashpoint (события до перезапуска в рамках серии The New 52, которая ввела для Флэша новую временную линию), Айрис не замужем и имеет отношения с кем-то по имени «Джон» в газете Central City Citizen, сотрудницей которой она является. Позднее Айрис замечена со своим племянником, а по совместительству и оператором, Уолли Уэстом, освещающей битву между Гражданином Холодом и Мистером Фризом. Айрис была приглашена на ужин к Гражданину Холоду. Когда она попросила у него интервью, его прервали сигналом экстренного вызова. Позднее, когда Гражданин Холод сражается с «Негодяями» и находится раненый в машине, он спорит с Айрис. Тогда Айрис приносит его в свой дом. Выздоровев, Гражданин Холод дает ей ключ от своего пентхауса и просит её присоединиться к нему, когда он покинет Централ-Сити. Когда Гражданин Холод возвращается домой, Айрис узнает от Гамельнского крысолова, что Гражданин Холод является преступником и именно он убил её племянника, Уолли Уэста. Гражданин Холод нападает на Гамельнского Крысолова, но Айрис использует одно из его приспособлений, чтобы заковать его в глыбу льда, как до этого он поступил с Уолли. Впоследствии, Айрис навещает могилу своего племянника вместе с могилой Джона, который на момент смерти являлся её мужем.

## Вне комиксов

### Телевидение
- Первое живое появление Айрис состоялось в пилотном двухчасовом эпизоде телесериала 1990 года «Флэш», где её сыграла приглашенная звезда Паула Маршалл. В сериале она показана как девушка Барри, подобно её комиксной версии, но в отличие от комиксов она по профессии является художником графики, а не репортером. Также она моложе Барри на 9 лет, потому что такова разница между возрастом Паулы и возрастом Дэниэла Шипа, сыгравшего роль Барри. В этой версии она присутствовала вместе с остальной частью семьи на вечеринке в честь дня рождения старшего брата Барри, Джея Аллена (назван в честь Джея Гаррика, оригинального Флэша). Пока они встречались, Барри, однажды ночью посетив Лабораторию судебной экспертизы при Полицейском Департаменте Централ-Сити, был случайно превращен во Флэша во время инцидента, давшего ему суперскорость. Услышав новость об этом происшествии от Айрис, вся семья Алленов тут же отправилась в больницу, но с облегчением узнали, что с Барри все в порядке. Барри не сказал Айрис, что этот случай дал ему Силу Скорости, так как он все ещё разбирался с ситуацией в целом и не успел к вечеру открытия картинной галереи Айрис, даже при том, что от этого зависела её карьера. Позднее Барри и Айрис расстались, так как Барри сделал ей предложение, но она посчитала что все происходит слишком быстро и она не готова к такому серьезному шагу. Даже при том. что Айрис не перестала любить Барри, она решила переехать во Францию, где она надеялась начать жизнь с чистого листа. После этого она не появлялась, но вскоре после второго эпизода сериала, Out Of Control, она прислала ему письмо. Старый друг и коллега Барри, Хулио Мендес, прочитал ему письмо, в котором было сказано, что Айрис уже нашла новый дом и хорошо проводит время во Франции. однако Барри не хотел больше ничего знать, и, чтобы помочь ему наладить жизнь без Айрис, Хулио сжег письмо. В третьем эпизоде сериала, Watching the Detectives, можно увидеть Айрис на общей фотографии с вечеринки в честь дня рождения Джея Аллена, которое было показано в пилоте.
- Айрис Уэст появляется в анимационном сериале «Юная Лига Справедливости», где её озвучила Николь Дюбук. В эпизоде Downtime она показана вместе с Барри на вечеринке в честь Дня Рождения Джея Гаррика, которую посетил Уолли Уэст. В эпизоде Failsafe она показана информатором, действующим против инопланетного вторжения, и впоследствии погибла. Эти события оказались своего рода ментальной тренировкой для Марсианского охотника. В течение эпизода Coldhearted она появляется как телерепортер: посылает поздравление для Уолли в прямом эфире, сообщает о закрытии школ, о смерти Королевы Пердитты. Также в эпизоде Bloodlines она говорит, что беременна, а внезапно появившийся её внук Барт случайно проговаривается о том, что она ждет близнецов (возможный намек на будущих Близнецов Торнадо). Также Барт проговаривается, что мальчик-близнец станет в будущем его отцом (еще один намек на Близнецов Торнадо, согласно оригинальной серии Комиксов, один из Близнецов, Дон Аллен, является отцом Барта).
- Айрис Уэст является одним из персонажей телесериала 2014 года «Флэш», где её сыграла Кэндис Паттон[19]. Впервые она упоминается в телесериале «Стрела», как самый частый посетитель находящегося в коме Барри. Она дочь детектива полиции Джо Уэста и друг детства Барри, которого Джо Уэст приютил после того, как мать Барри, Нора Аллен, была убита, а отец ошибочно осужден за её убийство как единственный подозреваемый. Однако у Барри намного более глубокие чувства к Айрис, которая считает, что она его сестра. В настоящее время она встречается с детективом Эдди Тоуном, напарником её отца, и является журналисткой с большим интересом к «Красной вспышке» (позднее названного ею же «Флэшем»), не подозревая, что это Барри. Однако позднее Барри признается ей в истинных чувствах, несмотря на то, что Айрис и Эдди уже съехались. В 20 серии показан флэшбек, что однажды, когда Барри был в коме, Айрис ударились синим током об его руку; в основном сюжете это снова произошло, когда Барри отбегал от неё в виде Флэша. И Айрис догадалась, что Барри и есть Флэш. Она очень злится на отца и Барри за сокрытие правды, тем более, что в той же серии Эдди у неё на глазах был похищен Обратным Флэшем (который оказался его потомком), и она винит в этом себя из-за незнания правды. Она говорит Барри, что больше его не знает, но признаёт, что испытывает к нему конфликтные чувства. Тем временем Эдди узнаёт от Обратного Флэша, что в будущем Айрис выйдет замуж за Барри. Как следствие, в следующей серии, когда друзья наконец спасают Эдди, он принимает решение расстаться с Айрис, считая, что раз её судьба — Барри, то пусть так и будет. В финале сезона Эдди убивает себя, чтобы стереть своего потомка из будущего Эобарда Тоуна известного как Обратный Флэш. Что и травмирует Айрис.

### Фильм
- Первое появление в анимационных фильмах для Айрис состоялось в полнометражном мультфильме «Лига Справедливости: Новый барьер», в котором её озвучила Викки Льюис. В этом фильме она, как и в комиксах, показана девушкой Барри и является в курсе его личности.
- После Айрис Уэст появляется в анимационном фильме «Лига справедливости: Парадокс источника конфликта», озвученная Дженнифер Хейл. В альтернативной линии времени, случайно созданной Флэшем/Барри Алленом она больше не замужем за Барри, а вышла замуж за кого-то другого и имеет с ним общего ребёнка. В отличие от истории комиксов, легшей в основу фильма, брак с Айрис восстановлен в финале.
- В версии «Лиги справедливости» от Зака Снайдера роль Айрис Уэст исполнила Кирси Клемонс.

### Видеоигры
В компьютерной игре жанра файтинг Injustice: Gods Among Us, несмотря на то, что она не появляется лично, её упоминает Флэш, который, пытаясь разобраться с все более очевидным ожесточением Супермена говорит: «Да… Я спросил себя: „А что если то, что произошло с Лоис, произошло и с Айрис?“.»

### Роман
В романе о Лиге Справедливости Flash: Stop Motion авторства Марка Шульца одним из персонажей является Айрис Уэст. Роман раскрывает, что Айрис и её умерший муж Барри вырастили и воспитали Уолли Уэста, когда его родители умерли. Годы спустя Уолли должен защитить свою тетю от изменяющего форму существа по имени Суперлюмоноид (англ. Superlumonoid), который может передвигаться со скоростью большей, чем скорость света. Суперлюмоноид начинает убивать для собственного удовольствия по всей территории США, пользуясь тем, что Уолли недостаточно быстр. Позже Уолли обнаруживает, что и он, и Айрис содержат особый метаген, который и способствовал превращению Уолли в спидстера во время несчастного случая в лаборатории. Текст романа прямо указывает, что метаген Айрис в рецессивной форме (то есть бездействующий), но при наличии особых обстоятельств, таких как несчастный случай в лаборатории, она тоже может стать спидстером. В то же время, погибший муж Айрис, Барри Аллен, обладал тем самым метагеном, который позволил ему стать сверхбыстрым.
Антагонист всей истории, Суперлюмоноид, показан как экспериментально выведенное существо. Основанное на метагене Айрис, с техникой передвижения на высоких скоростях, разрушающей все альтернативные линии времени. Чтобы остановить его, Уолли принимает совет от юридического лица, которое позднее оказалось Айрис из параллельного измерения, где её подвергли серии опытов, активировавших её метаген, и временно получает от него все высокие полномочия, позволившие ему управлять Суперлюмоноидом.